# 王家元
王家元（1967年11月—），男，汉族，四川省筠连县腾达镇春风村人，中国共产党党员，现任春风村党委书记、村委会主任。他因带领村民在石漠化山区实现脱贫致富，被中共中央宣传部授予"时代楷模"荣誉称号（2016），其探索的"春风经验"成为全国乡村振兴典型案例。

## 早年经历
王家元16岁离乡经商，在外打拼20年积累资本后，于2004年回乡创办采石场。同年11月，在村委会换届选举中以非候选人身份高票当选村主任。2006年7月加入中国共产党，2007年当选村党支部书记。

## 主要事迹

### 基础设施建设
2004年的春风村无公路、无产业，人均收入不足1800元。王家元上任后带头捐资2000元修路，免费提供自家采石场石料，并承诺："如果3年内修不通村里的公路，我这个村主任就主动'下课'"。带领村民用3年时间建成7.8公里环村水泥路，实现"组组通水泥路、户户通便民路"。

### 产业发展创新
针对喀斯特地貌特点，王家元推动形成三大支柱产业：
- 李子产业：在专家指导下，发现岩石缝隙间的黄泥特别适合李树生长。组织村民在石缝中种植1820亩李子树，注册"猫咡湾春风李"商标。[7]
- 花卉产业：引进企业开发2000亩花卉基地（以桂花树为主）。[6]
- 茶叶产业：发展1780亩良种茶园，配套建设茶叶加工厂。[2]

### 乡村旅游开发
依托特色产业，王家元推动发展乡村旅游：
- 每年举办"李花节"、"品果节"，2015年旅游收入达780万元。[8]

## 荣誉与表彰
- 2010年：全国劳动模范[9]
- 2016年：中宣部"时代楷模"[10]